# Henoticonus
Henoticonus é um género de coleópteros da família Erotylidae.